# Андрија Стипановић
Андрија Стипановић (Мостар, 18. децембар 1986) босанскохерцеговачки је кошаркаш. Игра на позицији центра, а тренутно наступа за Цедевита Олимпију.
Био је члан репрезентације Босне и Херцеговине и са њима је наступао на Европским првенствима 2013 и 2015. године.

## Успеси

### Клупски
- Цедевита:
  - Првенство Хрватске (1): 2017/18.
  - Куп Хрватске (2): 2018, 2019.
  - Суперкуп Јадранске лиге (1): 2017.

- У Клуж-Напока:
  - Првенство Румуније (4): 2020/21, 2021/22, 2022/23, 2023/24.
  - Куп Румуније (2): 2023, 2024.
  - Суперкуп Румуније (2): 2021, 2022.

### Појединачни
- Најкориснији играч Суперкупа Јадранске лиге (1): 2017.